# Панченко Олексій Анатолійович
Олексі́й Анато́лійович Па́нченко (23 вересня 1974 — 19 січня 2015) — солдат Збройних сил України, учасник російсько-української війни. Один із «кіборгів».

## Короткий життєпис
1994 року закінчив Черкаське пожежно-технічне училище. В училищі продовжив проходження служби — інспектор по роботі з особовим складом, працював до 1997-го. Згодом працював начальником відділу лінійного контролю Управління Укртрансінспекції, Черкаська область.
Мобілізований у серпні 2014-го, солдат, 81-а десантно-штурмова бригада — 90-й окремий аеромобільний батальйон «Житомир» — черкаський взвод. З 20 листопада безпосередньо у зоні бойових дій.
19 січня 2015-го загинув у бою з російськими збройними формуваннями поблизу Донецького аеропорту.
Вдома лишилися батьки, дружина та син. Похований у Черкасах.

## Нагороди
За особисту мужність і героїзм, виявлені у захисті державного суверенітету та територіальної цілісності України, вірність військовій присязі під час російсько-української війни, відзначений — нагороджений
- 27 червня 2015 року — орденом «За мужність» III ступеня.
- нагрудним знаком «За оборону Донецького аеропорту» (посмертно)
- 17 листопада 2016 року — відзнакою «Почесний громадянин міста Черкаси»[1]
- пам'ятним знаком «За заслуги перед містом Черкаси» (посмертно).

## Вшанування пам'яті
- У Черкасах є вулиця Олексія Панченка[2].
- Вшановується в меморіальному комплексі «Зала пам'яті», в щоденному ранковому церемоніалі 19 січня[3][4].